# Swedish Open 1963
Die Swedish Open 1963 fanden vom 12. bis zum 13. Januar 1963 in Linköping statt. Es war die achte Austragung dieser internationalen Meisterschaften von Schweden im Badminton.

## Finalergebnisse
| Disziplin    | Sieger                           | Finalist                      | Ergebnis           |
| ------------ | -------------------------------- | ----------------------------- | ------------------ |
| Herreneinzel | Erland Kops                      | Knud Aage Nielsen             | 15–2, 13–15, 15–4. |
| Dameneinzel  | Ursula Smith                     | Gunilla Dahlström             | 11–7, 11–4         |
| Herrendoppel | Henning Borch Knud Aage Nielsen  | Erland Kops Poul-Erik Nielsen | 15–11, 15–9        |
| Damendoppel  | Karin Jørgensen Ulla Rasmussen   | Ursula Smith June Timperley   | 15–2, 18–14        |
| Mixed        | Poul-Erik Nielsen Ulla Rasmussen | Tony Jordan June Timperley    | 9–15, 15–3, 15–4   |